# Stralsund: Schattenlinien
Schattenlinien ist ein deutscher Fernsehfilm von Markus Imboden aus dem Jahr 2019. Es handelt sich um den 14. Filmbeitrag der ZDF-Kriminalfilmreihe Stralsund. In den Hauptrollen der Ermittler agieren neben Katharina Wackernagel und Alexander Held, Karim Günes und Therese Hämer sowie Johannes Zirner und Andreas Schröders. Die Haupt-Gastrollen sind besetzt mit Angela Roy, Wolf-Dietrich Sprenger, Marek Harloff, Sebastian Hülk, Markus Boysen und Anna Hausburg.
Bei Network Movie heißt es: „Der vierzehnte Fall führt das Ermittlerteam aus Stralsund in die dunkle Vergangenheit eines Kinderheims zu DDR-Zeiten.“

## Handlung

### Haupthandlung

#### Explosion einer Yacht und die Folgen
Auf dem Strelasund explodiert eine Yacht, die der Hoteliersfamilie Böhring gehörte. Jan Böhring wird getötet, während seine Frau Britta verletzt geborgen werden kann. Die zuständigen Kriminalhauptkommissare Nina Petersen, Karl Hidde und Karim Uthmann nehmen die Ermittlungen auf. Da eine intakte Gasflasche sichergestellt werden kann, scheidet ein Unfall als Ursache so gut wie aus. Kurz vor dem Unfall sei ein altes Boot Richtung offene See abgedreht, erfährt Uthmann von Mike Voss, der im Hafengebiet eine Segelschule betreibt.
Die Nachricht vom Tod ihres Sohnes nimmt Annemarie Böhring seltsam gefasst auf, während Jans Vater Sven Tränen nicht unterdrücken kann. Der ebenfalls mit den Ermittlungen befasste Thomas Jung ist der Ansicht, jemand, der sich bestens mit Sprengstoff auskenne, habe das Schiff definitiv versenken wollen. Die Spuren an den Trümmerteilen deuten auf Ammongelit hin, einen extrem wasserbeständigen Sprengstoff, der nur mit einem Sprengzünder gezündet werden kann. Sobald er länger gelagert wird, kann das seine Wirkung beeinträchtigen. Das hat Britta Böhring, deren Trommelfell durch die Wucht der Druckwelle vermutlich zerstört ist, in diesem Fall wohl gerettet. Möglicherweise hatte der Täter keinen Zugang zu neuerem Sprengstoff. Von einem der heimkehrenden Fischer erfahren die Polizeibeamten, dass ihm im Morgengrauen ein Taucher im Anzug aufgefallen sei, der sich mit einem alten roten Auto entfernt habe.
Annegret Böhring findet einen Erpresserbrief in ihrem Briefkasten: „Es ist noch nicht vorbei“, lautet die Drohung. Kurz darauf trifft sie sich mit zwei Männern und meint: „Er hat mein Kind getötet.“ Die drei sorgen sich, weil jetzt überall ermittelt wird und sind sich einig, dass nicht herauskommen dürfe, was sie verbindet, denn dann sei alles vorbei. Bei den Männern handelt es sich um Martin Krenn und Richard Dorn. Annegret Böhring will, dass Krenn und Dorn dafür sorgen, dass der Täter verschwindet. Dieser hat angedroht, dass es wieder knallen werde, wenn er nicht die geforderten 200.000 Euro bekomme. Die drei beschließen, zum Schein auf die Forderung einzugehen.
Als Petersen die Böhrings unter Polizeischutz stellen will, rastet Annegret Böhring regelrecht aus, später rügt Kommissariatsleiterin Caroline Weibert ihr Team, weil Annemarie Böhring sich über sie beschwert habe. Erst einmal erwischt Uthmann im Krankenhaus jedoch einen jungen Mann mit Kapuze, der sich an Britta Böhrings Bett zu schaffen macht. Er verletzt Uthmann. Britta Böhring hat kurz vor dem Unfall noch ein Video aufgenommen, dort ist im Hintergrund ein Morsesignal zu vernehmen. Nina Petersen hat recherchiert, dass Böhring unter ihrem Mädchennamen Engels zu DDR-Zeiten als Ärztin im Jugendwerkhof Kiefernhain gearbeitet habe. Das sei ein Albtraumort für Waisen, Republikflüchtlingskinder und Kinder aus christlichen Heimen gewesen. Vielleicht habe die Ärztin etwas gutzumachen. Seibert tut das mit den Worten ab, das seien doch nur Spekulationen.

#### Kiefernhain und die Folgen
Hidde glaubt, dass es für das Lichtsignal kurz vor Sprengung des Bootes einen Empfänger gegeben hat. Petersen wiederum ist davon überzeugt, dass der Fall etwas mit dem Heim zu tun hat. Dort angekommen, stößt sie auf Betty Renitz, die alles über das Heim zusammengetragen hat und meint, sie sei das Gedächtnis von Kiefernhain. Renitz erzählt Petersen zudem von der Flucht ihrer Eltern und welche Folgen das für sie gehabt habe. Frau Engels habe in Kiefernhain jeder gekannt. Renitz will wissen, ob Petersen die Schuldigen von damals suche oder warum sie sonst hier sei. Nina Petersen erläutert Jan Böhrings Tod. Auf die entsprechende Frage antwortet Nina, es wäre möglich, dass die Tat mit Kiefernhain zu tun habe. Dann will sie wissen, wieso man nichts von Kindesmisshandlung, Folter, Isolationshaft und sogar Mord in dem Heim wisse. Renitz erwidert, die Opfer wüssten es, ebenso die Täter und jede Menge anderer Menschen auch. Allerdings habe es auch nach der Wende niemanden interessiert. Ihr Wunsch sei es, dass die Täter von damals bestraft und die Opfer nicht vergessen würden. Dann erzählt sie, dass manche der Jungen von Zeit zu Zeit abgeholt worden seien. Wozu, darüber habe man nur spekuliert, aber einige von ihnen hätten sich nach diesen Ausflügen umgebracht. Man hätte ja mit niemandem reden können, da alle unter einer Decke gesteckt hätten. Petersen will wissen, ob es eine Liste über die abgeholten Kinder gebe. Dann fragt sie Renitz noch, ob sie einen Dirk Wegener kenne, der vorige Nacht versucht habe, einen Polizisten zu töten. Die entschiedene Antwort von Renitz lautet: „Dirk, im Leben nicht“. Er habe zu denen gehört, die immer nur eingesteckt hätten. Nina bittet Betty Renitz inständig, ihr zu helfen, sie verspreche auch, sich für die Opfer von damals einzusetzen. Daraufhin überreicht Renitz ihr einen Ordner. Daraus ergibt sich, dass zwischen 1964 und 1989 vierzig Kinder in Kiefernhain gestorben sind, zudem gab es Selbstmorde und ungeklärte Todesfälle. Seit 1981 hat Annegret Böhring, damals Engel, die Totenscheine unterschrieben. Der letzte Suizid dort fand im April 1988 statt und betraf einen Robert Wegener, Dirk Wegeners jüngeren Bruder.
Kalt meint Seibert, das sei alles längst verjährt. Wenn es aber Mord gewesen sei, empört sich Petersen, der verjähre nicht. Thomas Jung stellt sich hinter seine Kollegin. Als Petersen Annegret Böhring damit konfrontiert, dass man die Leiche von Robert Wegener exhumieren werde, um die Todesursache festzustellen, erklärt sie ihrem Mann auf dessen Nachfrage nur, was damals in dem Heim passiert sei, verstehe heute niemand mehr.
Hidde und Uthmann sind inzwischen auf die Spur einer Violka Wegener gestoßen, die auf der onkologischen Station zu einer Chemobehandlung liegt. Sie ist die Frau von Dirk Wegener. Nachdem sie bei Hidde stumm bleibt, gelingt es Nina Petersen Zugang zu ihr zu finden. Man habe ihren Mann vor zwei Wochen fast totgeschlagen. Einfach so, auf dem Rückweg von der Armentafel, erzählt sie. Hidde hat inzwischen herausgefunden, dass der damalige Heimleiter ein Richard Dorn war. Die Staatssicherheit habe durch den Offizier Martin Krenn einen Aktenvermerk wegen des Suizids von Robert Wegener gemacht. Ein Michael Elsner hat das Häuschen bezahlt, in dem die Wegeners wohnen, er könnte ein möglicher Komplize Wegeners sein, in den Neunzigern diente er beim Militär. Als Uthmann in Michael Elsner Mike Voss, den Mann mit der Segelschule im Hafengebiet, wiedererkennt, spitzt sich die Situation weiter zu. Elsner ist zudem Sprengmeister.
Bei der Geldübergabe, bei der Dirk Wegener ohne Elsners Eingreifen fast erschossen worden wäre, erbeuten Wegener und Elsner nur Zeitungsschnipsel. Kurz darauf findet Richard Dorn bei einer Explosion seines Autos den Tod und Wegener wird geschnappt, als er sich an einem Kiosk Schnaps besorgen will. Er nimmt sofort die gesamte Schuld auf sich, ohne Elsner zu erwähnen, beteuert allerdings, dass er nur das Boot in die Luft habe jagen wollen. Als er gesehen habe, dass noch jemand an Bord gegangen sei, habe er versucht, die Bombe wieder zu entschärfen. Es sei jedoch schon zu spät gewesen. Petersen vermutet, dass Krenn der Mann ist, der seine Mitwisser ausschaltet. Daraus folgt, dass auch Annegret Böhring in Gefahr ist.

#### Finale
Die Autopsie von Robert Wegener ergibt, dass er schwer misshandelt und stranguliert worden war. Das sei Mord gewesen. Petersen meint zu Böhring, ihre bevorstehende Beförderung habe schon festgestanden, wenn die Wende nicht gewesen wäre, wäre sie weiter aufgestiegen. Böhring gibt zu, dass Heimleiter Born seinerzeit besser aussehende Jungen ausgesucht und sie pädophilen Geschäftsleuten aus dem Westen zugeführt habe. Die Stasi habe dann Aufnahmen von den Treffen gemacht und die Leute hinterher damit erpresst. Einmal sei es zu weit gegangen, einer der Jungen sei schwer verletzt worden: Robert Wegener. Unvermittelt will sie wissen, wie weit Petersens Einfluss gehe, sie habe etwas zu verlieren. Bevor sie sich weiter äußere, verlange sie Kontakt zu Rechtsanwalt Jensen, der ein Treffen im BKA ansetzen soll. Auf die Rückfrage des Anwalts, warum denn jetzt, meint sie nur, Petersen sei ihr zu klein. Martin Krenn hört in seinem Wagen über Kopfhörer das Gespräch mit.
Sven Böhring will in Hamburg ein paar Tage allein für sich sein. Er ist nur wenige Minuten gefahren, als ihm Krenn mit seinem Auto den Weg versperrt und er in den Lauf einer Pistole schaut. Als Annegret Böhring von Krenn erpresst wird, wendet sie sich an Petersen und bittet sie um Hilfe. Es gebe Filmmaterial, wie Robert Wegener und Elsner von Westmenschen missbraucht wurden, dieses Material wolle Krenn gegen ihren Mann eintauschen. Kaum hat Hidde Sven Böhring gefunden, schlägt ihm Krenn seine Waffe über den kopf. Dann schießt er auf Petersen. Im letzten Moment taucht Uthman auf und wenig später Elsner, er erschießt Krenn. Gerade als man im Kommissariat begonnen hat, den Film aus dem Heim zu sichten, kommt der Anruf „Verschlusssache Innere Sicherheit“. „Die Stufe haben wir nicht“, meint Seibert zu dem verständnislos dreinblickenden Hidde und nimmt das Filmmaterial an sich.

### Nebenhandlung
Das gegen Nina Petersen eingeleitete Disziplinarverfahren ist inzwischen eingestellt, allerdings stehe das psychologische Gutachten noch aus, wie Nina Hidde erläutert. Nina besucht zusammen mit Thomas Jung einen Boxclub und lädt ihn anschließend auf ein Bier zu sich nach Hause ein. Am anderen Morgen wachen sie zusammen auf. Wenig später erfährt Petersen von Seibert, dass die Untersuchung und das psychologische Gutachten positiv ausgefallen seien, insoweit sei nun alles wieder in Ordnung.

## Produktionsnotizen, Veröffentlichung
Schattenlinien wurde vom 10. April bis zum 15. Mai 2018 in Stralsund und Umgebung gedreht. Die Redaktion lag bei Martin R. Neumann, die Produktionsleitung bei Ralph Retzlaff und die Aufnahmeleitung bei Jeannette Wolf und Frank Grocholl. Die Herstellungsleitung hatte Andreas Breyer inne. Es handelt sich um eine Network Movie Film- und Fernsehproduktion Wolfgang Cimera, die im Auftrag und für das ZDF produziert wurde.
- Musik: Higgs Boson Blues von Nick Cave and the Bad Seeds

Schattenlinien wurde am 26. Januar 2019 zur Hauptsendezeit im ZDF erstmals ausgestrahlt.
 Der Film ist Teil der Gesamtbox mit allen 16 bisher erschienenen Folgen. Zudem gab die Studio Hamburg Enterprises GmbH am 19. Juni 2020 auch eine Einzelbox mit den Folgen 13–16 heraus.

## Rezeption

### Einschaltquote
Bei seiner Erstausstrahlung schalteten 6,10 Millionen Zuschauer die Folge Schattenlinien ein; der Marktanteil lag bei 19,8 Prozent.

### Kritik
Harald Keller gab dem Film auf der Seite tittelbach.tv 3½ von 6 möglichen Sternen und fasste zusammen: „Einmal mehr bezieht die Reihe ‚Stralsund‘ […] ihren kriminalistischen Plot aus Verbrechen der DDR-Vergangenheit: in [dieser Folge] aus der Existenz von Kinder- und Jugendheimen, deren Bewohner systematisch gequält und sexuell ausgenutzt wurden. Ein erschütternder Stoff, basierend auf verbürgten Sachverhalten, aber wenig aufregend filmisch umgesetzt. Immerhin: Auf einer zweiten Erzählebene werden neue Konflikte zwischen den Ermittlern angelegt, die in den kommenden Folgen für dramatische Würze sorgen könnten.“
TV Spielfilm gab dem Film für Action einen und für Spannung zwei von drei möglichen Punkten, zeigte mit dem Daumen zur Seite und kam zu dem Ergebnis: „Für einen Markus-Imboden-Film überraschend sprunghaft und löchrig“. Fazit: „Ein Krimi, der mehr raunt als überzeugt.“
Im Fernsehmagazin Prisma erinnerte Rupert Sommer an den vorhergehenden Film Waffenbrüder und meinte, wie bereits dort, führten wieder Spuren zurück in die DDR-Vergangenheit. Der Film biete einen „rasante[n] Auftakt“, könne „das hohe Tempo aber nicht halten“. Das „Gesamtergebnis“ trübe „mal wieder der farblose Eindruck – als ob das heimische Fernsehgerät unerklärlicherweise auf Schwarz-Weiß-Betrieb umgeschaltet oder sich beim Drehen ein Grauschleier auf die Bilder gelegt“ hätte. Dass die Geschichte zudem auf einige Ereignisse aus der zuvor ausgestrahlten Folge zurückgreife, könne man gut finden, müsse man aber nicht.